# Ionuț Radu
Ionuț Andrei Radu (n. 28 mai 1997, București, România) este un fotbalist român, care joacă pe post de portar la Celta Vigo în La Liga. Pe plan internațional, are prezențe la națională pentru România Sub-21 și România. Este vărul fundașului Andrei Radu.

## Biografie
S-a născut în data de 28 mai 1997, la București. Ionuț Radu este al doilea copil într-o familie în care atât mama, cât și tatăl erau iubitori ai fotbalului. Sora sa mai mare cu 5 ani a murit la 14 ani din cauza unei boli a sistemului imunitar. Ionuț a început fotbalul la academia de tineret a FC Viitorul București, dar în 2005 a fost adus la juniorii FC Steaua. În 2012, confruntat cu subfinanțarea echipelor de juniori de la Steaua, părinții au obținut declararea ca jucător liber de contract și l-au transferat la FC Dinamo București, deși avea oferte de la alte cluburi, alegând echipa bucureșteană deoarece doreau să-l păstreze aproape.

## Cariera profesionistă
În 2013, s-a transferat în Italia la echipa de Serie C2 Pergolettese. Acolo a fost imediat remarcat de Internazionale Milano, care l-a adus chiar din vara acelui an la echipa sa Primavera.
A debutat pentru Internazionale în Serie A în ultima etapă de campionat, intrând pe final în locul lui Juan Pablo Carrizo. În sezonul 2017–2018, pentru a putea juca, a fost împrumutat la US Avellino în Serie B; în aceeași perioadă a început să fie convocat la naționala U21 a României, pentru care a jucat în toate cele 6 meciuri din campania de calificare pentru Campionatul European din 2019.
După un sezon la Avellino, Radu a fost împrumutat din nou pentru sezonul 2018-2019, de această dată în Serie A, la Genoa CFC.
La sfârșitul anului 2019 a fost desemnat de către Gazeta Sporturilor drept cel mai bun fotbalist român al anului.